# Сатралізумаб
Сатралізумаб (англ. Satralizumab, лат. Satralizumabum) — синтетичний препарат, який є гуманізованим моноклональним антитілом до інтерлейкіну-6. Сатралізумаб розроблений у лабораторії японської компанії «Chugai» (яка є підрозділом швейцарської компанії «Hoffmann-La Roche»), та застосовується у клінічній практиці з 2020 року.

## Фармакологічні властивості
Сатралізумаб — синтетичний лікарський препарат, який є гуманізованим моноклональним антитілом до інтерлейкіну-6. Механізм дії препарату полягає у зв'язуванні сатралізумабу як із циркулюючими, так і розміщеними на поверхні клітин рецепторами до інтерлейкіну-6, що призводить до зниження вироблення білків гострої фази запалення; активацію B-лімфоцитів, диференціацію B-лімфоцитів до плазмобластів та вироблення аутоантитіл, а також зниження проникності гематоенцефалічного бар'єру. Також сатралізумаб сприяє зниженню вироблення патологічних антитіл до аквапорину-4, який переважно експресується астроцитами в ЦНС. Усі ці дії сприяють зменшенню симптомів оптиконейромієліту, рідкісного запального захворювання зорового нерва. У клінічних дослідженнях при застосуванні сатралізумабу при оптиконейромієліті значно збільшувало період ремісії захворювання та сприяло зменшенню симптомів захворювання.

### Фармакокінетика
Сатралізумаб повільно всмоктується та розподіляється в організмі підшкірного застосування, біодоступність препарату становить 85,4 %. Стабільна рівноважна концентрація сатралізумабу в крові встановлюється після 8 тижнів терапії препаратом. Точні шляхи метаболізму та елімінації препарату не встановлені. Період напіввиведення препарату складає в в середньому 30 днів, цей час не змінюється при застосуванні сатралізумабу в пацієнтів з порушеннями функції печінки або нирок, а також у дітей та осіб похилого віку.

## Показання до застосування
Сатралізумаб застосовується для лікування оптиконейромієліту в дорослих і дітей віком старших 12 років, у яких виявлені антитіла класу IgG до аквапорину-4.

## Побічна дія
Найчастішими побічними ефектами сатралізумабу є інфекційні ускладнення, в тому числі інфекції верхніх дихальних шляхів та інфекції сечовивідних шляхів, головний біль, артралгія, лейкопенія, місцеві реакції на ін'єкцію. Іншими побічними ефектами препарату є:
- Алергічні реакції та з боку шкірних покривів — висипання на шкірі, свербіж шкіри, алергічний риніт.
- З боку нервової системи — мігрень, безсоння.
- З боку дихальної системи — часто кашель, задишка.
- Інші побічні ефекти — збільшення маси тіла.
- Зміни в лабораторних аналізах — тромбоцитопенія, нейтропенія, підвищення рівня білірубіну, підвищення активності ферментів печінки, гіперліпідемія, гіпофібринемія.

## Протипоказання
Сатралізумаб протипоказаний при застосуванні при підвищеній чутливості до препарату, а також при активних інфекційних процесах (у тому числі туберкульозі та гепатиті B).

## Форми випуску
Сатралізумаб випускається у вигляді розчину для ін'єкцій у попередньо наповненому шприці об'ємом 1 мл по 120 мг діючої речовини.